# همفري الرابع ملك تورون
همفري الرابع ملك تورون (بالإنجليزية: Humphrey IV of Toron)‏ كان أحد أمراء تورون وملك القدس ، الذي تمكن من الحصول على عرش القدس بزواجه من ملكة القدس إيزابيلا . خلال الحملة الصليبية الثالثة، كان يعتبر من أكثر الأشخاص تأثيراً في الجبهة الصليبية.